# 旭日東昇 (壁畫)
旭日東昇是臺灣藝術家顏水龍的鑲嵌藝術作品，原於1966年設於臺北市西門町日新戲院，原件現由私人典藏。

## 歷史
《旭日東昇》原為顏水龍應當時戲院設計者蔡柏鋒的邀請，為當時開業的日新大戲院所特別製作，並於1966年贈送該戲院作為公共藝術。該壁畫以東昇太陽為主題，並描繪陽光耀眼四射的圖像。
2004年，日新戲院因進行易主程序，使壁畫面臨被拆除的困境。文史研究學者陳凱劭聯繫時任臺北市立美術館館長黃才郎，向即將接手戲院的新業主欣欣晶華提出了保留壁畫的申請，欣欣晶華董事長廖治德承諾會保留這幅壁畫而得以保存，並在威秀影城接手後仍然保留了下來。
2020年，日新威秀影城因租約到期而結束營業。其中戲院大樓因年老失修而規劃進行重建工程，並改建為地上21層、地下6層的綜合商業大樓。2021年8月，地主松陽投資事業董事長前往現場說明未來規劃為妥善保存原作，決定將整幅作品妥善保護後，另覓妥善地點規劃重現。臺北市文化局則表示《旭日東昇》仍屬私人財產，松陽投資後在8月18日搬移壁畫，暫放倉庫保存。
2024年3月30日，經國立臺灣工藝研究發展中心、文化部文化資產局與國立臺灣美術館三方協調後，原保存於倉庫的《旭日東昇》於臺中市國立臺灣美術館「日月頌—顏水龍與台灣」展覽中首次對外公開展示，並選擇於館舍戶外場域進行首展。